# گورستان بدرآباد
قبرستان بدر آباد مربوط به دوره اشکانیان است و در شهرستان سقز، بخش مرکزی، روستای بدر آباد واقع شده و این اثر در تاریخ ۱۰ دی ۱۳۸۱ با شمارهٔ ثبت ۶۸۴۵ به‌عنوان یکی از آثار ملی ایران به ثبت رسیده است.